# Jean-Baptiste Juvigny
Jean-Baptiste Juvigny (Bayonne, 1772 – 1836) è stato un economista francese.

Coup-d'oeil sur les assurances, 1825 (Fondazione Mansutti, Milano).

Celebre per il suo trattato sull'aritmetica applicata al commercio, pubblicò nel 1825 il Coup-d'oeil sur les assurances sur la vie des hommes, in cui approfondisce le assicurazioni sulla vita e le compagnie di assicurazione con premio fisso. In conclusione all'opera l'autore critica fortemente l'attività della Caisse Lafarge, tontina di Joachim Lafarge, a causa dei pregiudizi popolari contro i vitalizi.